# Guilherme Siqueira
Guillherme Madalena Siqueira (ur. 28 kwietnia 1986 we Florianópolis) – brazylijski piłkarz występujący na pozycji obrońcy. Posiada także obywatelstwo włoskie.

## Kariera piłkarska
Karierę piłkarską Siqueira rozpoczynał w klubach Figueirense, Ipatinga FC oraz Avaí FC. W 2004 roku wyjechał do Włoch i został zawodnikiem juniorów Interu Mediolan. Z kolei w 2006 roku został zawodnikiem młodzieżowej drużyny S.S. Lazio.
W 2006 roku Siqueira przeszedł z Lazio do Udinese Calcio. 10 września 2006 roku Siqueira zadebiutował w Serie A w przegranym 0:1 wyjazdowym meczu z Messiną. W Udinese był na ogół rezerwowym. W sezonie 2008/2009 został wypożyczony do Ancony Calcio.
W 2010 roku Siqueira przeszedł na wypożyczenie do Granady. W Granadzie zadebiutował 29 sierpnia 2010 roku w przegranym 1:4 wyjazdowym meczu z Realem Betis. W sezonie 2010/2011 awansował z Granadą z Segunda División do Primera División. Po awansie podpisał stały kontrakt z Granadą.
W sierpniu 2013 roku został wypożyczony do SL Benfica.